# Dyschoriste radicans
Dyschoriste radicans är en akantusväxtart som först beskrevs av Ferdinand von Hochstetter och Achille Richard, och fick sitt nu gällande namn av Christian Gottfried Daniel Nees von Esenbeck. Dyschoriste radicans ingår i släktet Dyschoriste och familjen akantusväxter. Inga underarter finns listade i Catalogue of Life.